# Nzérékoré
Nzérékoré ist mit etwa 195.027 Einwohnern die zweitgrößte Stadt Guineas und Hauptstadt der gleichnamigen Region und Präfektur Nzérékoré.

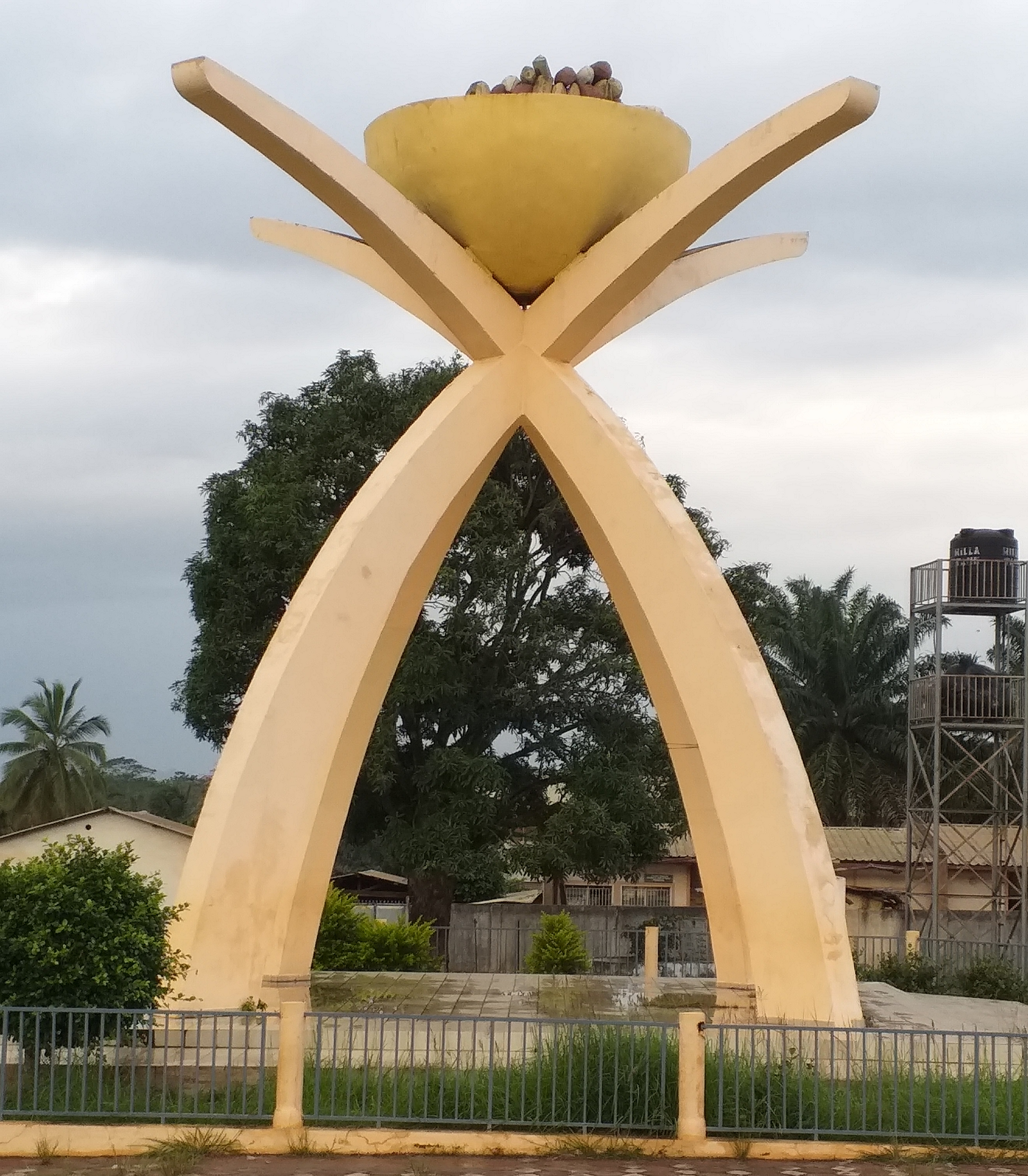

## Geografie
Nzérékoré liegt in der geographischen Region Waldguinea im Südosten Guineas, nahe den Grenzen zu Liberia und der Elfenbeinküste; die Region Nzérékoré grenzt zudem an Sierra Leone. Es ist ein Kreuzungspunkt von Straßen ins liberianische Ganta, nach Danané (Elfenbeinküste), Kankan und Macenta.

## Bevölkerung
Die Bewohner gehören vorwiegend zu den Ethnien Malinke, Guerzé (Kpelle), Mano (Manon) und Kono (Konon), die 2001 auf 55.000 Personen geschätzt wurden.
Wegen der Bürgerkriege in den Nachbarländern leben viele Flüchtlinge in der Region; in den 1990er Jahren waren dies sogar mehrere 100.000, im November 2004 waren es nach dem UN-Flüchtlingskommissariats (UNHCR) 73.000, von denen bis Ende 2005 weitere 10.000 in ihre Heimatländer zurückkehrten. Das UNHCR unterhält in der Stadt Nzérékoré ein Büro; es gibt ein staatliches Spital und eine römisch-katholische Missionsstation.
Im Sommer 2013 lösten die verschobenen Wahlen gewaltsame Konflikte zwischen den verschiedenen Ethnien aus, die 76 Tote in der Stadt und 22 weitere Opfer in Koule forderten. Zusätzlich wurden mindestens 160 Menschen verletzt. Im Rahmen der umstrittenen Parlamentswahlen und des Verfassungsreferendums vom 22. März 2020 kam es erneut zu gewaltsamen Auseinandersetzungen mit ungefähr zehn Toten, 90 Verletzten und größeren Sachbeschädigungen. Eine Gruppe der muslimischen Konianke, einer Unterethnie der Malinke, griff das Quartier Wessoua an, wo vorwiegend christliche Kpelle wohnen.

### Einwohnerentwicklung
Die folgende Übersicht zeigt die Einwohnerzahlen nach dem jeweiligen Gebietsstand seit der Volkszählung 1983.
| Jahr          | Einwohner |
| ------------- | --------- |
| 1983 (Zensus) | 44.598    |
| 1996 (Zensus) | 107.329   |
| 2014 (Zensus) | 195.027   |

## Wirtschaft
Nzérékoré ist Handelszentrum für die landwirtschaftlichen Produkte der Umgebung. Es werden Reis, Maniok, Pfeffer, Tabak, Kaffee, Kolanüsse und Palmen zur Ölgewinnung angebaut. Tropisches Holz wird in einer Säge- und Sperrholzfabrik verarbeitet. Die Exportprodukte Holz, Palmöl und Kaffee werden zum liberianischen Hafen von Monrovia transportiert, der mit 265 Kilometer Entfernung deutlich näher liegt als der landeseigene Hafen in der Hauptstadt Conakry.
Einige Kilometer nordöstlich von Nzérékoré liegt der Flughafen Nzérékoré.